# Ceratozetella shiranensis
Ceratozetella shiranensis är en kvalsterart som först beskrevs av Aoki 1976.  Ceratozetella shiranensis ingår i släktet Ceratozetella och familjen Ceratozetidae. Inga underarter finns listade i Catalogue of Life.